# Possesse
Possesse é uma comuna francesa na região administrativa do Grande Leste, no departamento de Marne. Estende-se por uma área de 35.87 km², e possui 148 habitantes, segundo o censo de 2018, com uma densidade de 4.1 hab/km².